# Chofu
Chōfu (japanska 調布市, Chōfu-shi) är en stad i Tokyo prefektur i Japan. Folkmängden uppgår till cirka 225 000 invånare, och staden ingår i Tokyos storstadsområde. Chōfu fick stadsrättigheter 1 april 1955.
Från Chōfu flygplats går linjetrafik till flera av de öar som tillhör Tokyo prefektur. 

## Stadsdelar i Chōfu
| - Fuda (布田) - Fujimi-chō (富士見町) - Ghofugaoka (調布ヶ丘) - Irima-chō (入間町) - Jindaiji (深大寺) - Kami-sekihara (上石原) - Kikunodai (菊野台) - Kojima-chō (小島町) - Kokuryō-chō (国領町) - Midorigaoka (緑ヶ丘) - Nishimachi (西町) | - Nomizu (野水) - Sazumachi (佐須町) - Senkawa (仙川) - Shibasaki (柴崎) - Shima-sekihara (下石原) - Somechi (染地) - Tamagawa (多摩川) - Tobitakyū (飛田給) - Tsutsujigaoka (つつじヶ丘) - Wakaba-chō (若葉町) - Yagumodai (八雲台) |